# WAZZ
Koordinaten: 35° 4′ 6″ N, 78° 54′ 9″ W
WAZZ-AM (Branding: „Sunny 943“) ist ein US-amerikanischer Hörfunksender aus Fayetteville im US-Bundesstaat North Carolina. WAZZ-AM sendet auf der Mittelwellen-Frequenz 1490 kHz. Das Programm wird parallel auf über W232CI, den UKW-Umsetzer der Station auf UKW 94,3 MHz ausgestrahlt. Das Musiksendeformat ist auf Adult Contemporary ausgerichtet. Eigentümer und Betreiber ist die Beasley Media Group, LLC.